# Ida Brännström
Ida Brännström, född 16 april 1988, är en fotbollsspelare från Sverige (anfallare).
Hon har spelat i följande klubbar:
- Sundsvalls DFF – före 2008
- Bälinge IF – Damallsvenskan – 2008
- Linköpings FC – Damallsvenskan – 2009-2011
- Sundsvalls DFF – Norrettan – 2012-2013